# Senhora Dona Lady
Senhora Dona Lady foi um reality show português exibido pela SIC, em 2005, cujo objetivo era encontrar o melhor homem disfarçado de mulher. O programa era baseado no formato original norte-americano He's a Lady. Herman José e Sílvia Alberto eram os apresentadores.  As reportagens ficaram a cabo de Liliana Campos.
O programa, com previsão de duração de dez semanas, foi cancelado ao fim de duas, por baixa audiência, por decisão do então diretor de programação da SIC, Francisco Penim, que "herdou" o programa do anterior diretor de programação, Manuel Fonseca. O cancelamento do programa foi considerado pelo Jornal de Notícias como "um passo inédito na televisão portuguesa". No ecrã, a "desculpa" para o fim do programa foi um incêndio encenado, que destruiu, de modo fictício, a Casa das Bonecas, que era o nome atribuído à "residência" dos concorrentes.
O vencedor foi Sérgio Torres - que no programa adotou o nome "Gisele" -, tendo-lhe sido atribuídos os 50 mil euros prometidos.
O nome do reality show provém da alcunha que Herman José deu a Betty Grafstein nos seus espaços de humor, "senhora dona lady".
Em 2019, Herman José considerou que Senhora Dona Lady tinha sido o pior programa em que tinha entrado. Já em 2005, Herman José afirmou que o enorme fiasco do programa se tinha devido à "rejeição da temática" do mesmo por parte do público.
Este foi o último apresentado por Sílvia Alberto na SIC, estação onde estava desde 2002, tendo a mesma transitado rapidamente para a RTP1.
A escritora e jornalista Maria Teresa Horta considerou que Senhora Dona Lady "[macaqueava] os estereótipos femininos, que são falsos, e a diminuía a verdadeira essência de ser mulher".
1. ↑  Kanas, André (17 de fevereiro de 2017). «Memórias da TV: O tremendo fracasso de «Senhora Dona Lady»». Quinto Canal. Consultado em 28 de junho de 2024
2. ↑  Correia Branco, Patrícia (11 de setembro de 2022). «Em dia de estreia de BB e Agricultor, recorde o 'pior' reality show da TV portuguesa». TV 7 Dias. Consultado em 28 de junho de 2024
3. ↑  Almeida, Marina (1 de outubro de 2005). «Penim incendiou 'ladies' sem avançar alternativa». Diário de Notícias. Consultado em 28 de junho de 2024
4. ↑  «Sérgio não partilha dinheiro». Correio da Manhã. 21 de maio de 2005. Consultado em 28 de junho de 2024
5. ↑  Cabral, Luís Pedro (8 de junho de 2024). «A incrível história de José Castelo Branco, um escalador social». Contacto. Consultado em 28 de junho de 2024
6. ↑  Carvalho Ferreira, Catarina (24 de julho de 2019). «Herman José lembra programa de TV polémico, "o pior" da sua carreira». Notícias ao Minuto. Consultado em 28 de junho de 2024
7. ↑  «Gisele divide 50 mil euros com colegas». Correio da Manhã. 5 de outubro de 2005. Consultado em 28 de junho de 2024
8. ↑  «"Senhora dona lady" cancelado por Penim». Jornal de Notícias. 30 de setembro de 2005. Consultado em 28 de junho de 2024